# Голуб карибський
Го́луб карибський (Patagioenas leucocephala) — вид голубоподібних птахів родини голубових (Columbidae). Мешкає на Карибах.

## Таксономія

Карибські голуби (малюнок Джона Одюбона)

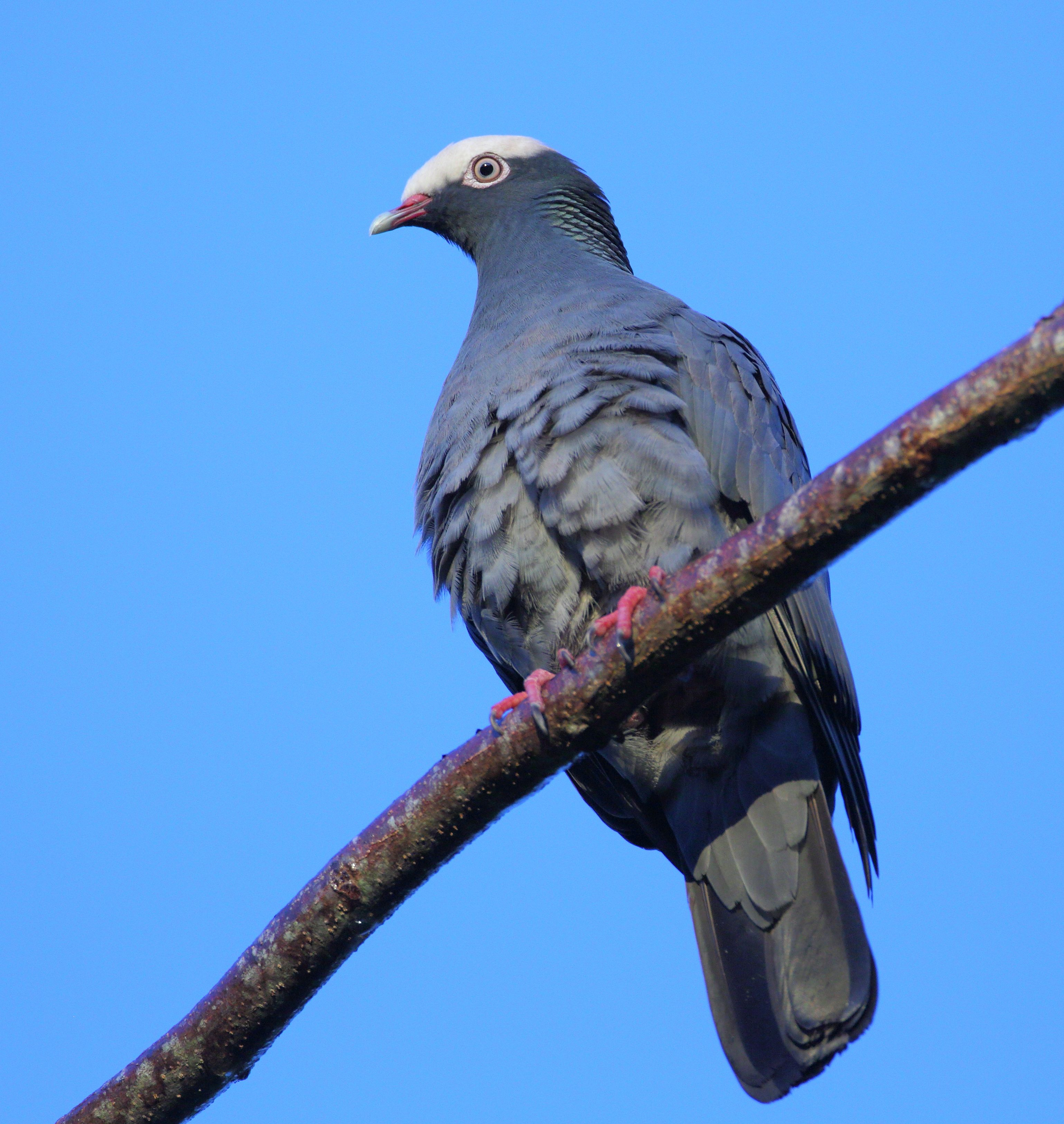
Карибський голуб

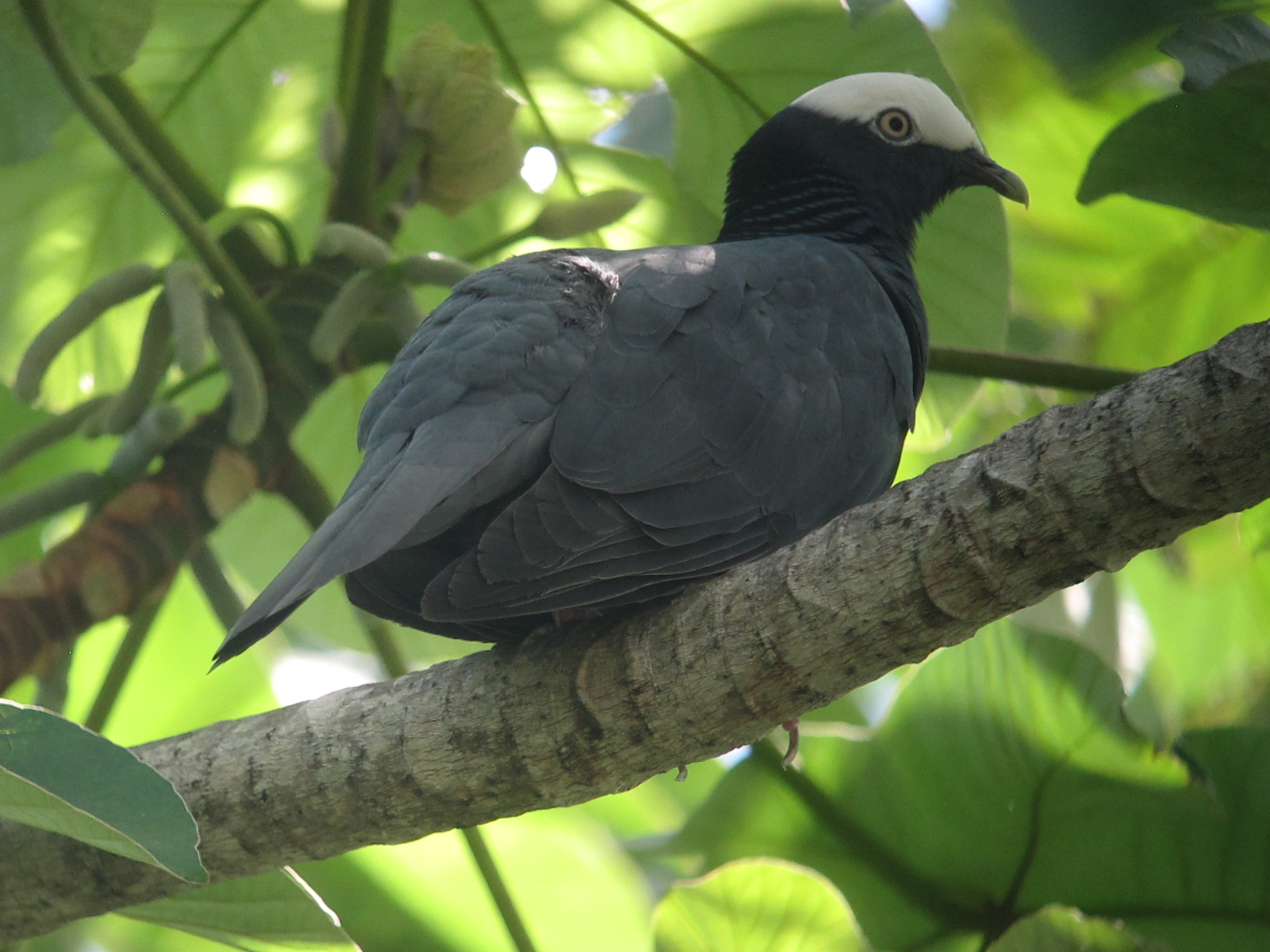
Карибський голуб

В першій половині 18-го століття карибський голуб був описаний і проілюстрований низкою натуралістів, зокрема Джоном Реєм у 1713 році, Гансом Слоуном у 1725 році і Марком Кейтсбі у 1731 році. Коли у 1758 році шведський натураліст Карл Лінней випустив десяте видання його праці "Systema Naturae", він помістив карибського голуба разом з іншими голубами в рід Голуб (Columba). Він придумав для нього біномінальну назву Columba leucocephala і процитував більш ранніх авторів. Хоча Лінней визначив типовою місцевістю Північну Америку, за Кейтсбі типовою міцевістю карибського голуба були визначені Багами. За результатами низки молекулярно-філогенетичних досліджень, карибського голуба, разом з іншими американськими голубами, було переведено до відновленого роду Patagioenas, введеного німецьким натуралістом Людвігом Райхенбахом у 1853 році.

## Опис
Довжина карибського голуба становить 29-35 см, розмах крил 48-59 см, вага 150-301 г. За розмірами цей птах є подібним до сизого голуба, однак є дещо легшим через те, що будова його тіла менш кремезна, натомість його хвіст відносно довший, більш квадратної форми, а лоб помітно плаский. Оперення дорослих карибських голубів варіюється від темно-сірого до чорнуватого. При хорошому освітленні можна також побачити райдужну пляму на шиї, яка має чіткий смугастий вигляд і зелений відблиск. На верхній частині голови (від восковиці до потилиці) є помітна світла пляма, забарвлення якої варіюється від яскраво-білої у самців до сірувато-білої у більшості самиць. Райдужки жовтуваті, навколо очей світлі кільця. Дзьоб сірувато-червоний біля основи, на кінці блідіший, роговий. Молоді карибські голуби ммають переважно сірувато-коричневе забарвлення, райдужки у них білі, біля пляма на голові менша або менш помітна. Голос — гучне, глибоке воркування: "кууу, ку-кууу".

## Поширення і екологія
Карибські голуби гніздяться переважно на Багамах, Кубі, Ямайці і Антигуа, а також на Гаїті, Пуерто-Рико, Віргінських і Кайманових островах, Ангільї та на інших Карибських островах. Крім того, вони також гніздяться на узбережжі Юкатанського і Флоридського півостровів, на карибському узбережжі Центральної Америки та на островах Флорида-Кіс. Деякі популяції карибських голубів є перелітними: так, популяції Флориди зимують на Багамах або на Кубі, а папуляції, що гніздяться на узбережжі Центральної Америки, мігрують до Панами.
Карибські голуби гніздяться на ізольованих, прибережних острівцях, порослих мангровими заростями, які регулярно затоплються під час припливів. Ці віддалені острівці забезпечують птахам кращий захист від хижаків, таких як ракуни, ніж прибережні мангрові ліси, тому карибські голуби створюють там свої колонії. Однак, іноді карибські голуби гніздяться в не притаманних для них природних середовищах, зокрема у містах в окрузі Маямі-Дейд. Ці випадки можуть бути пов'язаними зі знищенням їх природного середовища або з посиленням тиску на них зі сторони хижаків.
Для пошуку плодів і насіння, своєї основної їжі, карибські голуби регулярно прилітають до тропічних лісів в глибині островів. Вони віддають перевагу плодам отруйного метопіума (Metopium toxiferum), золотистого фікуса (Ficus aurea), коротколистого фікуса (Ficus citrifolia) і гуапіри Guapira discolor, іноді також живляться комахами і дрібними равликами. Карибські голуби часто зустрічаються поодинці, однак у плодових гаях їх можна побачити невеликими зграйками. Птахи демонструють свої акробатичні вміння, висячи вниз головою на дереві, як деякі папуги, і зриваючи з нього плоди.
Сезон розмноження зазвичай триває з травня по вересень, однак його початок може коливатися, в залежності від доступності їжі і району. Гніздо являє собою просту платформу з гілочок, розміщується на дереві або в чагарниках в заростях червоних мангрів. Карибські голуби гніздяться переважно колоніями, однак іноді пара може гніздитися окремо. В кладці 1-2 білих, блискучих яйця, які самець насиджує вдень, а самиця вночі. Інкубаційний період триває 13-14 днів. Перші кілька днів пташенят годують голубиним молоком. Вони покидають гніздо через 2-3 тижні після вилуплення. При доступності їжі, карибські голуби можуть гніздиться до чотирьох разів на рік.

## Збереження
МСОП класифікує цей вид як такий, що не потребує особливих заходів зі збереження. За оцінками дослідників, популяція карибських голубів становить приблизно 550 тисяч птахів. Для цього виду знищення природного середовища, а саме мангрових лісів, може стати великою загрозою, оскількі ці птахи є спеціалізованими жителями цієї екосистеми. Крім того, карибські голуби часто стають жертвами полювання.